# Daltonia heteromalla
Daltonia heteromalla là một loài rêu trong họ Daltoniaceae. Loài này được Hedw. Hook. & Taylor mô tả khoa học đầu tiên năm 1818.